# Setsuko Tsumura
Setsuko Tsumura (節子津村, Tsumura Setsuko) (Fukui, 5 de junho de 1928) é uma romancista japonesa.

## Biografia
Tsumura nasceu na cidade de Fukui, no Japão. Sua mãe faleceu quando ela tinha nove anos. Dois anos depois, ela se mudou para Tóquio. Seu pai, um tecelão de seda, morreu quando ela tinha dezesseis anos. Entre 1947 e 1948, aos dezenove anos, Tsumura dirigiu sua própria loja de costura, empregando três outras costureiras. Apesar do sucesso de seu negócio, ela fechou a loja para frequentar o Colégio Feminino de Gakushuin, onde estudou literatura e editou a revista literária estudantil. Ela conheceu seu marido, Akira Yoshimura (1927 - 2006), enquanto contribuía para a revista literária de sua faculdade. Tsumura se formou em 1953 e se casou logo depois.

## Carreira
Tsumura foi indicada ao Prêmio Naoki em 1959 por seu conto "Kagi", que escreveu para a revista Bungakukai. Ela recebeu o Prêmio Akutagawa em 1965 por seu conto "Gangu", uma história sobre uma futura mãe que está decepcionada com a indiferença do marido em sua gravidez. Em 1972, o conto de Tsumura, "Saihate", ganhou o Prêmio Shincho. Foi baseado na experiência pessoal de Tsumura após o colapso do negócio de seu marido.
O romance biográfico de Tsumura de 1983, "Shirayuri no kishi", é sobre uma poetisa de Fukui, cidade natal de Tsumura; Tomiko Yamakawa (1879-1909).
O romance de Tsumura, "Ryuuseiu", ganhou o Prêmio de Literatura Feminina em 1990. Ele retrata a Guerra Boshin da perspectiva de uma garota de 15 anos.
Ela é membra da Japan Art Academy e foi reconhecida como uma pessoa de mérito cultural em 2016.

## Obras
| Título                               | Tipo              | Data de publicação | Editor              |
| ------------------------------------ | ----------------- | ------------------ | ------------------- |
| 海鳴 (Umi nari)                      | Romance           | 1965               | Kodansha            |
| 風の吹く町 (Kaze no fuku machi)      | Coleção de contos | 1970               | Gekkan-pensha       |
| 白い焔 (Shiroi Honoo)                | Coleção de contos | 1971               | Yomiuri-shimbunsha  |
| さい果て (Saihate)                   | Coleção de contos | 1972               | Chikumashobo        |
| 炎の舞い (Honoo no mae)              | Romance           | 1975               | Shinchosha          |
| 星がゆれる時 (Hoshi ga yureru toki)  | Romance           | 1976               | Kobunsha            |
| 遅咲きの梅 (Osozaki no ume)          | Romance           | 1978               | Chuokoronsha        |
| 春の予感 (Haru no Yokan)             | Romance           | 1979               | Bungeishunjusha     |
| 重い歳月 (Omoi saigetsu)             | Romance           | 1980               | Shinchosha          |
| 冬の虹 (Fuyu no niji)                | Romance           | 1981               | Shinchosha          |
| 母の部屋 (Haha no heya)              | Coleção de contos | 1982               | Shueisha            |
| 白百合の崖 (Shirayuri no kishi)      | Biografia         | 1983               | Shinchosha          |
| 海の星座 (Umi no seiza)              | Romance           | 1984               | Mainichi-shimbunsha |
| 千輪の華 (Senrin no hana)            | Romance           | 1985               | Shinchosha          |
| 土と炎の里 (Tsuchi to honoo no sato) | Ensaio            | 1986               | Chuokoronsha        |
| 惑い (Madoi)                         | Coleção de contos | 1987               | Yomiuri-shimbunsha  |
| 幸福村 (Koofukumura)                 | Coleção de contos | 1989               | Shinchosha          |
| 霧棲む里 (Kiri Sumu Sato)            | Romance           | 1989               | Kodansha            |
| 流星 雨 (Ryuuseiu)                   | Romance           | 1990               | Iwanamishoten       |
| 紅梅 (Koobai)                        | Romance           | 2011               | Bungeishunjusha     |

### Obras traduzidas
O conto de Tsumura, "Yakoodokei" (夜光) de 1969, foi traduzido para o inglês sob o título "Luminous Watch". Está incluído na antologia This Kind of Woman: Ten Stories by Japanese Women Writers de Elizabeth Hanson e Yukiko Tanaka.
"Gangu", o conto que deu a Tsumura o Prêmio Akutagawa, foi traduzido para o inglês por Kyoko Evanhoe e Robert N. Lawson para o Japan Quarterly em 1980 sob o nome de "Playthings".